# Коисикавский музей укиё-э
Музей Коисикава укиё-э (яп. 礫川浮世絵美術館 Коисикава укиё-э бидзюцукан) — художественный музей, расположенный, в Коисикава района Бункё в Токио, Япония. Его коллекция включает картины жанра укиё-э периода Эдо, в частности, гравюры Утамаро, Хокусая и Хиросигэ.  Этот небольшой музей был открыт в ноябре  1998 года, его цель — пропагандировать искусство укиё-э и способствовать его пониманию. экспозиция музея меняется ежемесячно.
Музей расположен в паре минут ходьбы от станции метро Коракуэн, на 5 этаже здания. Часы работы с 11:00 до 18:00. Музей закрыт по понедельникам, а также с 26-го числа до конца каждого месяца на смену экспозиции. Стоимость билета 500 йен.